# Fabriciana cleodippe
Fabriciana cleodippe är en fjärilsart som beskrevs av Otto Staudinger 1871. Fabriciana cleodippe ingår i släktet Fabriciana och familjen praktfjärilar. Inga underarter finns listade i Catalogue of Life.